# تونی بوک
تونی بوک (انگلیسی: Tony Book؛ ۴ سپتامبر ۱۹۳۴ – ۱۳ ژانویهٔ ۲۰۲۵) بازیکن فوتبال اهل بریتانیا بود.

## درگذشت
تونی بوک در ۱۳ ژانویهٔ ۲۰۲۵، در سن ۹۰ سالگی درگذشت.